# Rheotanytarsus nigricuada
Rheotanytarsus nigricuada är en tvåvingeart som beskrevs av Ernst Josef Fittkau 1960. Rheotanytarsus nigricuada ingår i släktet Rheotanytarsus och familjen fjädermyggor. Inga underarter finns listade i Catalogue of Life.